# George Lambton
George Lambton (23 décembre 1860-23 juillet 1945) est un entraîneur de chevaux de course Pur-sang britannique. Il est entraîneur de champion britannique de course de plat pendant les saisons 1906, 1911 et 1912.

## Jeunesse
George Lambton est né à Londres le 23 décembre 1860, le cinquième fils de George Lambton (2e comte de Durham) et de son épouse, Beatrix, fille de James Hamilton (1er duc d'Abercorn). Il fait ses études à Winchester College, Brighton College et au Collège d'Eton, et est admis au Trinity College de Cambridge le 11 juin 1879. Son entrée dans Alumni Cantabrigienses déclare "A Eton, il était plutôt trop près d'Ascot, et à Cambridge un peu trop près de Newmarket." Il devient sous-lieutenant dans la 2e milice du Derbyshire en 1880, puis lieutenant dans le 3e bataillon Sherwood Foresters.

## Course de chevaux
En tant que jockey amateur, il remporte le Grand Steeple-Chase de Paris sur Parasang en 1888. Après une chute à l'Hippodrome de Sandown Park en 1892, il décide de devenir entraineur et en 1893, il est nommé entraîneur du 16e comte de Derby aux écuries de Bedford Lodge à Newmarket, Suffolk. Il forme Canterbury Pilgrim pour remporter les Oaks d'Epsom en 1896 pour Lord Derby et les Epsom Oaks en 1906 avec Keystone II.
Lord Derby meurt en 1908 et est remplacé par son fils, Edward Stanley (17e comte de Derby). George Lambton forme les gagnants de dix courses classiques britanniques pour le comte, notamment le Derby d'Epsom avec Sansovino en 1924 et Hyperion en 1933. Il forme également le Diadème vainqueur des 1000 Guinées pour Edgar Vincent d'Abernon en 1917.
En 1926, Lambton est remplacé par Frank Butters comme entraîneur de Lord Derby, mais est resté son directeur de course et reprend l'entraînement pour le comte en 1931. En 1933, cependant, il est finalement remplacé par Colledge Leader. Il devient formateur public et le reste jusqu'à sa retraite en 1945, mourant quelques jours plus tard le 23 juillet.
Lambton est l'auteur de Men and Horses I Have Known. Il a vécu à Mesnil Warren (une maison agrandie pour lui par Edwin Lutyens en 1925), Newmarket. George Lambton Avenue et George Lambton Playing Fields, tous deux situés dans la ville, portent son nom.

## Famille

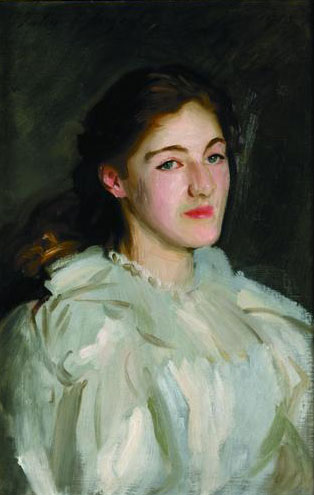
Cicely Horner (plus tard Mrs. George Lambton), John Singer Sargent, v. 1889

Lambton épouse Cicely Margaret Horner (fille de Sir John Horner et petite-fille maternelle du politicien écossais William Graham) le 7 décembre 1908 à Londres. Ils ont quatre enfants:
- John Lambton (31 juillet 1909-11 août 1941), officier de la Royal Air Force, tué au combat pendant la Seconde Guerre mondiale.
- Ann Lambton (8 février 1912 - 19 juillet 2008), historienne des études persanes.
- Capitaine Edward "Teddy" George Lambton (29 avril 1918 - 23 juin 1983), officier de l'armée britannique et entraîneur de chevaux de course.
- Sybil Frances Mary Diadem Lambton (7 octobre 1919-22 avril 1961), épouse le major William Jessop. Mort d'une chute dans un Point-to-point.

Les prénoms de ses deux filles, Swynford et Diadem, sont tirés des noms des gagnants des 1910 St. Leger Stakes et des 1917 1000 Guineas Stakes.

## Courses gagnées
- 1000 Guinées - (4) - Canyon (1916), Diadème (1917), Ferry (1918), Tranquille (1923)
- 2000 Guinées - (1) - Colorado (1926)
- Chênes - (2) - Canterbury Pilgrim (1896), Keystone II (1906)
- Derby - (2) - Sansovino (1924), Hyperion (1933)
- Saint-Léger - (4) - Swynford (1910), Keysoe (1919), Tranquille (1923), Hyperion (1933)